# Poecilia reticulata
El guppy, lebistes o pez millón (Poecilia reticulata) es un pez ovovivíparo de agua dulce procedente de Sudamérica que habita en zonas de corriente baja de ríos, lagos y charcas. Es muy conocido en el mundo de la acuariofilia puesto que su cuidado no ofrece grandes dificultades y se reproduce con muchísima facilidad.

## Nomenclatura
Esta especie admite muchos nombres vernáculos: Guppy, guppie, guppy cobra, guppy de galia, guppy dorado, guppy ananás, guppy neon azul, lebiste, million fish, pez misionero, o pez arco iris

## Taxonomía

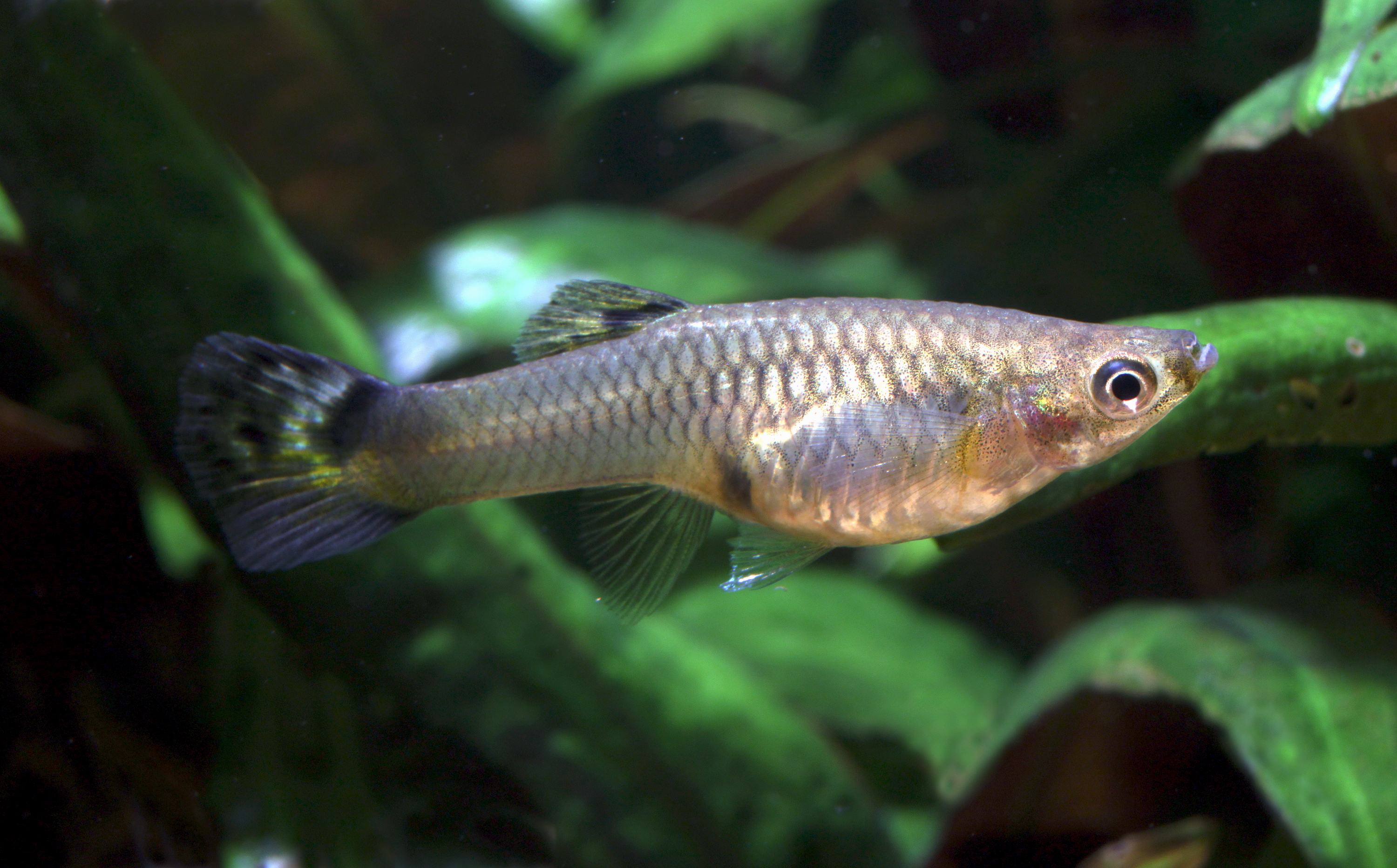
Guppy hembra.

Originario de Trinidad, Barbados, Venezuela, Perú, Colombia y norte de Brasil, este pez fue descubierto varias veces en varios lugares y por personas distintas, cada una de las cuales le dio un nombre distinto.
La primera de ellas fue un zoólogo llamado Wilhelm Peters, que en 1859 la bautizó con el nombre de Poecilia reticulata, seguido de Filippo de Filippi, en 1861 que la volvió a descubrir, pero dándole el nombre de Lebistes poeciloides.
Posteriormente, el naturalista John Lechmere Guppy encontró ejemplares de esta especie en la isla de Trinidad y los envió al Museo Británico, y les dio el nombre de Girardinus guppy. En 1913, Charles Tate Regan unió los nombres dados por Peters y De Filippi en Lebistes reticulatus, denominación que fue considerada válida durante mucho tiempo, hasta ser revisada y sustituida por la del descubridor original de la especie: Poecilia reticulata.
En la actualidad este pez es comúnmente conocido como “guppy”. En Trinidad se los conoce además como “pez millón” por su alta tasa de reproductividad. En Argentina y Uruguay es conocido como “lebistes”.

## Distribución
Originaria de Sudamérica, su interés en acuariofilia ha provocado su introducción y naturalización en aguas de Norteamérica, Suramérica, África y Europa incluyendo la península ibérica.

## Hábitat y condiciones de mantenimiento
Los guppys son peces de agua templada y se recomienda criarlos en temperaturas entre los 22 °C y 28 °C (óptima: 24-26 °C), aunque son peces muy tolerantes con las condiciones del agua, siendo posible criarlos a temperatura ambiente si ésta no se aleja mucho de este intervalo.
El mantenimiento de estos peces requiere agua de un pH ligeramente alcalino, no debería ser inferior a 7 ni superior a 8, aunque lo ideal sería mantener un ph cercano a 7,5; se recomienda que la dureza del agua esté entre 10° y 20° de dH, aunque pueden soportar durezas de hasta 30° de dH e incluso vivir en aguas ligeramente saladas.
La cantidad de peces que se pueden mantener en un acuario depende de muchos factores, pero se recomienda no superar la cantidad de 1 guppy por cada 5 litros. Teniendo en cuenta además que el acuario tiene que tener un mínimo de 50 litros ya que son peces muy inquietos que necesitan un mínimo espacio para nadar.
En los acuarios es imprescindible que se usen peceras con filtro y para estabilizar el agua, ya qué esto ayuda a los peces Guppy a que su promedio de vida suba considerablemente y tener mayor densidad de peces que la antes citada.
Es un pez muy sensible al sulfato de cobre, substancia que suele utilizarse para la eliminación de caracoles en el acuario, ocasionando frecuentemente la muerte de muchos ejemplares en un acuario cuando los aficionados desconocen esta debilidad del pez. El uso de sulfato de cobre debe limitarse a un máximo de 0,12 partes por millón.

## Alimentación
Estos peces son omnívoros, principalmente de alimentos ricos en proteínas como la artemia, pulga de agua o daphnia, larvas de mosquito, tubifex, etc. o cualquier alimento vivo. En cautiverio pueden alimentarse de vegetales o guisantes cocidos, ya que es un pez omnívoro.
En el caso de los alevines se alimentan de infusorios ya que por su diminuto tamaño caben en sus pequeños hocicos, o también de artemia recién eclosionada o larvas de mosquito para que desarrollen unos hermosos colores y colas largas. Tienen la boca en la parte superior, pues en la naturaleza se suelen alimentar de lo existente en superficie por lo que hay que tener en cuenta también este aspecto a la hora de su alimentación.

## Fisionomía
Los machos son más pequeños que las hembras y tienen modificada su aleta anal para utilizarla como un aparato reproductor alargado llamado gonopodio.
Las hembras, en lugar de gonopodio poseen su aleta anal redondeada.
Los especímenes que se venden en los comercios de animales están muy alterados por la mano del hombre. El P. reticulata salvaje es mucho más activo, las hembras no muestran ningún color, y los machos no alcanzan un tamaño tan grande y tiene las aletas pequeñas aunque unos hermosos colores salpican su cuerpo con inteligentes formas.
Los machos adultos miden alrededor de 4 centímetros (2 plg) largo. Las hembras son siempre más grandes, pueden llegar a medir 7 centímetros (3 plg) largo. en las variedades más grandes. Los acuaristas dedicados suelen separar a las hembras antes de su primera preñez, ya que ésta disminuye las posibilidades de crecimiento, y con ello, la cantidad de crías por tanda.
Los guppys machos se destacan frente a otros peces de acuario de mayor tamaño por sus bellos colores verdes, azules, rojos e incluso atigrados. Las hembras son generalmente de color aceituna y solo suelen mostrar color en su aleta dorsal y cola.

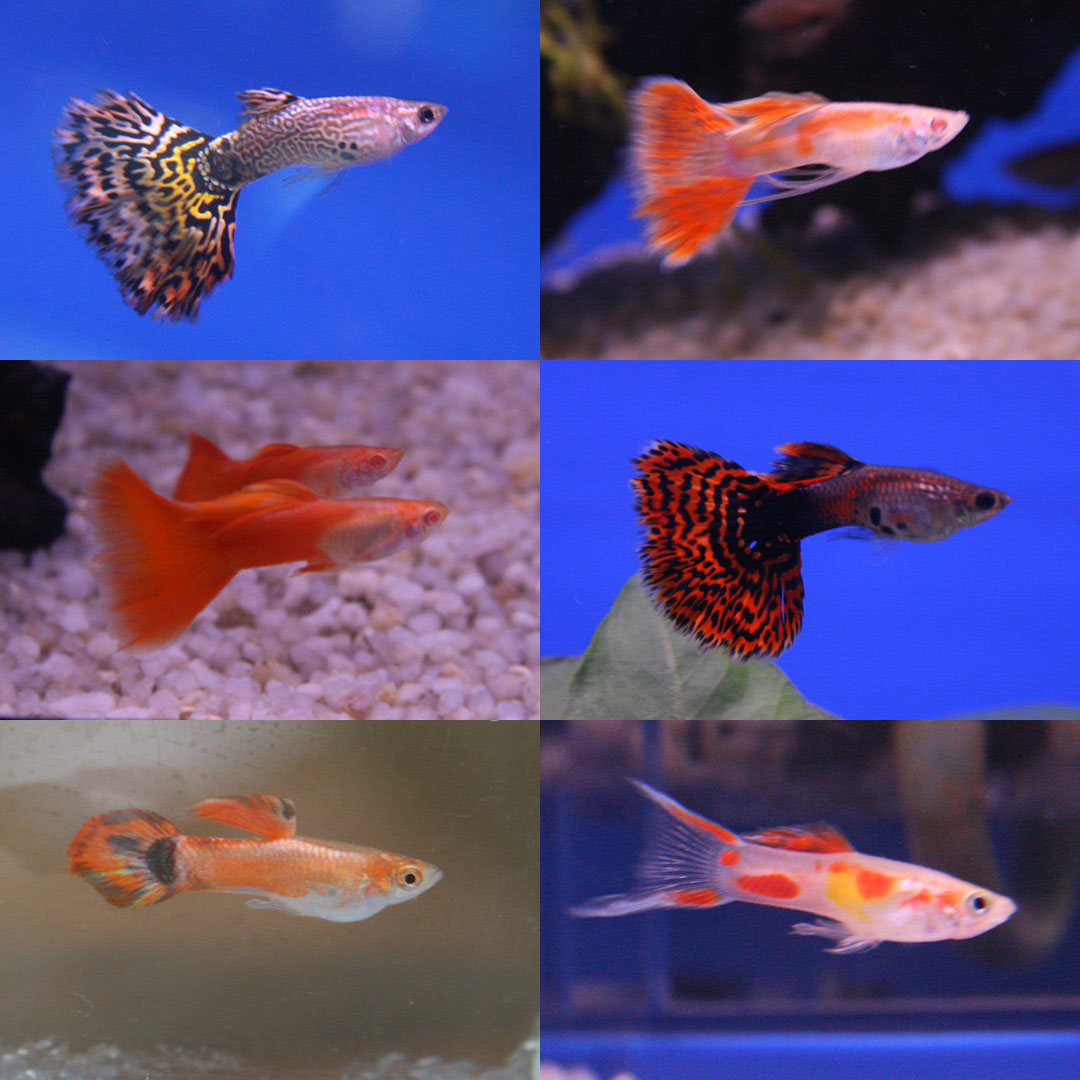
formas de la cola; y formas con la hibridación.

formas de cola.

Esta especie tiene una esperanza de vida de aproximadamente tres años en condiciones estándar, que compensan con unas capacidades reproductivas excepcionales (ver más abajo).

## Ecología y comportamiento

### Casamiento
Los guppys tienen el sistema de apareamiento llamado poliandria, en el que las hembras se aparean con múltiples machos. El apareamiento múltiple es beneficioso para los machos porque su éxito reproductivo está directamente relacionado con el número de veces que se aparean. El coste del apareamiento múltiple para los machos es muy bajo porque no proporcionan beneficios materiales a las hembras ni cuidados parentales a las crías. Por el contrario, el apareamiento múltiple puede ser desventajoso para las hembras porque reduce la eficiencia de búsqueda de alimento y aumenta las posibilidades de depredación e infección parasitaria. Sin embargo, las hembras obtienen algunos beneficios potenciales del apareamiento múltiple. Por ejemplo, se ha descubierto que las hembras que se aparean varias veces son capaces de producir más crías en un tiempo de gestación más corto, y sus crías tienden a tener mejores cualidades.
Las guppys hembras se aparean de nuevo más activamente y retrasan el desarrollo de una cría cuando la segunda pareja prevista es más atractiva que el primer macho. Los experimentos muestran que las hembras que vuelven a aparearse prefieren un macho nuevo al macho original o a un hermano del macho original con fenotipos similares. La preferencia de las hembras por los machos nuevos en el apareamiento puede explicar el excesivo polimorfismo fenotípico en los guppys macho.

#### Evitación de la endogamia
La endogamia suele tener consecuencias negativas para la salud (depresión por endogamia), por lo que las especies han desarrollado mecanismos para evitarla.  Se considera que la depresión por consanguinidad se debe en gran medida a la expresión de mutaciones homocigóticas deletéreas recesivas. Se han descrito numerosos mecanismos de evitación de la endogamia que operan antes del apareamiento.  Sin embargo, los mecanismos para evitar la endogamia que operan después de la cópula son menos conocidos.  En los guppys, se produce un mecanismo postcopulatorio de evitación de la endogamia basado en la competencia entre espermatozoides de machos rivales por lograr la fecundación.En competiciones entre esperma de un macho no emparentado y de un macho hermano completo, se observó un sesgo significativo en la paternidad hacia el macho no emparentado.

#### Elección de apareamiento de las hembras
La elección de las hembras de guppy desempeña un papel importante en el apareamiento múltiple. Las hembras de guppy se sienten atraídas por los machos de colores brillantes, especialmente los que tienen manchas naranjas en el flanco. Las manchas naranjas pueden servir como indicador de una mejor forma física, ya que se observa que los machos con manchas naranjas nadan más tiempo en una corriente fuerte.  También existe el concepto de asociación de color para explicar posiblemente la elección de pareja, ya que una de las fuentes de alimento por las que los guppys salvajes compiten vigorosamente es el fruto de los árboles de cabrehash (Sloanea laurifolia), un fruto de color naranja carotenoide que contiene.  La coloración anaranjada que los guppys hembra seleccionan en los machos se compone de carotenoides, cuyo saturación se ve afectado por la ingestión de carotenoides y la carga de parásitos del macho. Los guppys no pueden sintetizar estos pigmentos por sí mismos y deben obtenerlos a través de su dieta. Debido a esta conexión, es posible que las hembras seleccionen machos sanos con habilidades superiores para la búsqueda de alimento eligiendo compañeros con pigmentos carotinoides de color naranja brillante, aumentando así las posibilidades de supervivencia de su descendencia. Debido a la ventaja en el apareamiento, los guppys macho evolucionan para tener más ornamentación a lo largo de las generaciones en entornos de baja depredación donde el coste de ser llamativo es menor. El ritmo y la duración de la exhibición de cortejo de los guppys machos también desempeñan un papel importante en la elección de apareamiento de las hembras. El comportamiento de cortejo es otro indicador de la aptitud debido a la fuerza física necesaria para mantener la danza de cortejo, llamada exhibición sigmoidea, en la que los machos flexionan sus cuerpos en forma de S y vibran rápidamente. 

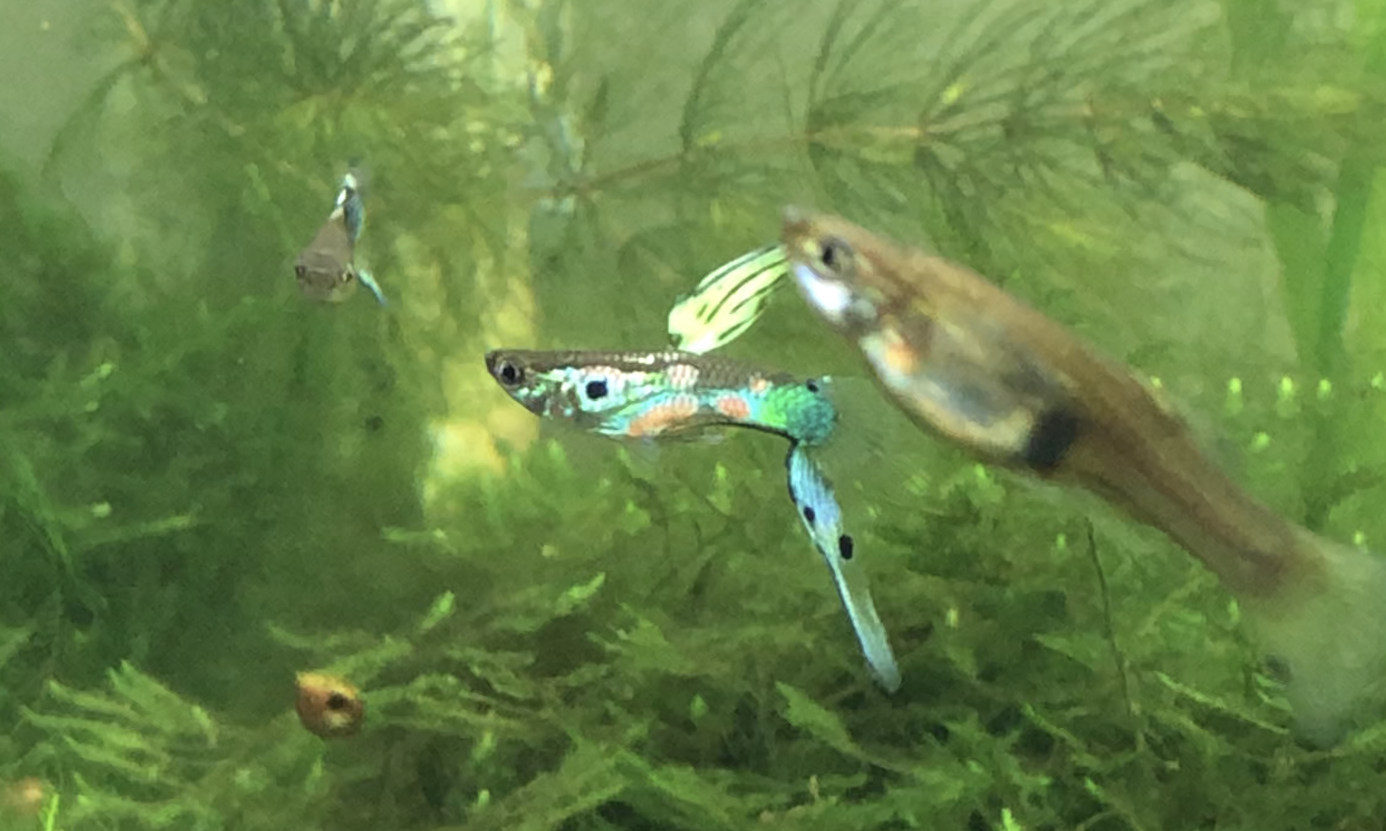
Pantalla sigmoidea de guppy macho

La elección de apareamiento de la hembra también puede estar influenciada por la elección de otra hembra. En un experimento, las hembras de guppy observaron a dos machos, uno solitario y otro cortejando activamente a otra hembra, y se les dio a elegir entre los dos. La mayoría de las hembras pasaban más tiempo junto al macho que estaba cortejando. La preferencia de los guppys hembra por los machos en forma permite a sus descendientes heredar una mejor forma física y mayores posibilidades de supervivencia.

## Reproducción

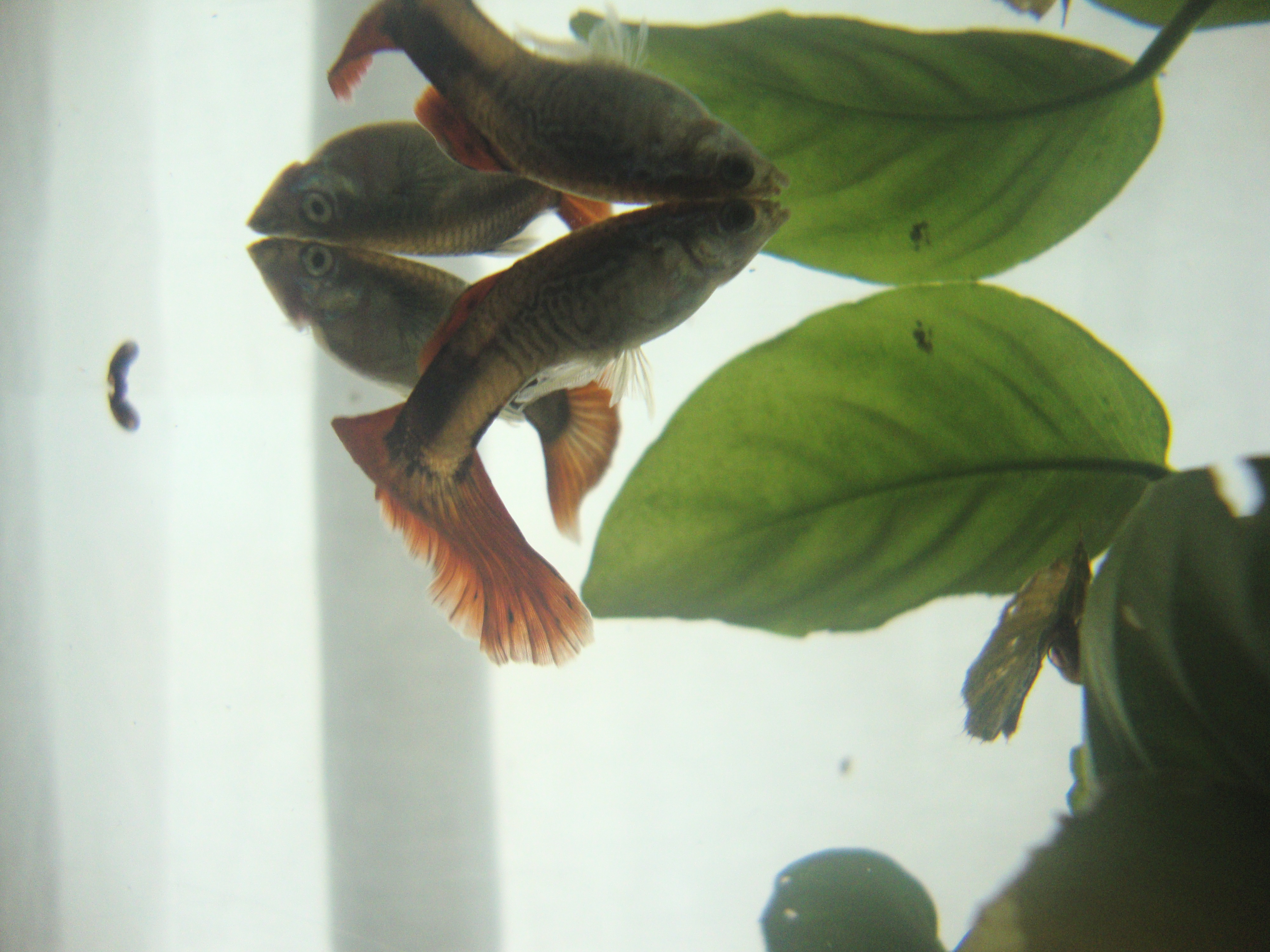
Pareja de Poecilia reticulata.

Los guppys son peces ovovivíparos, es decir las hembras desarrollan los huevos en su interior hasta que éstos están maduros y ya han consumido completamente su saco vitelino. Las hembras ovulan cada tres días y alumbran aproximadamente cada veintiocho días. Cuando alumbran, los alevines salen del vientre de las madres completamente desarrollados, cayendo primero al fondo para inmediatamente después nadar; los alevines son por tanto ya, completamente independientes.
Alcanzan la madurez sexual a los tres meses de nacer. Durante la gestación la hembra engorda visiblemente y se agranda la mancha negra que desarrollan de alevines, indicador de su género, situada en su parte posterior, que no es más que los alevines desarrollándose en su vientre. Cuanto más grande y más oscura es esta mancha, más próximo está el momento del alumbramiento; a veces hasta se pueden distinguir pequeños puntitos negros en esta mancha, que son los ojos de los alevines. A medida que se acerca el día del alumbramiento a la hembra le va creciendo dicha mancha negra, llamado punto de gravidez y cada vez su abdomen se va hinchando más.

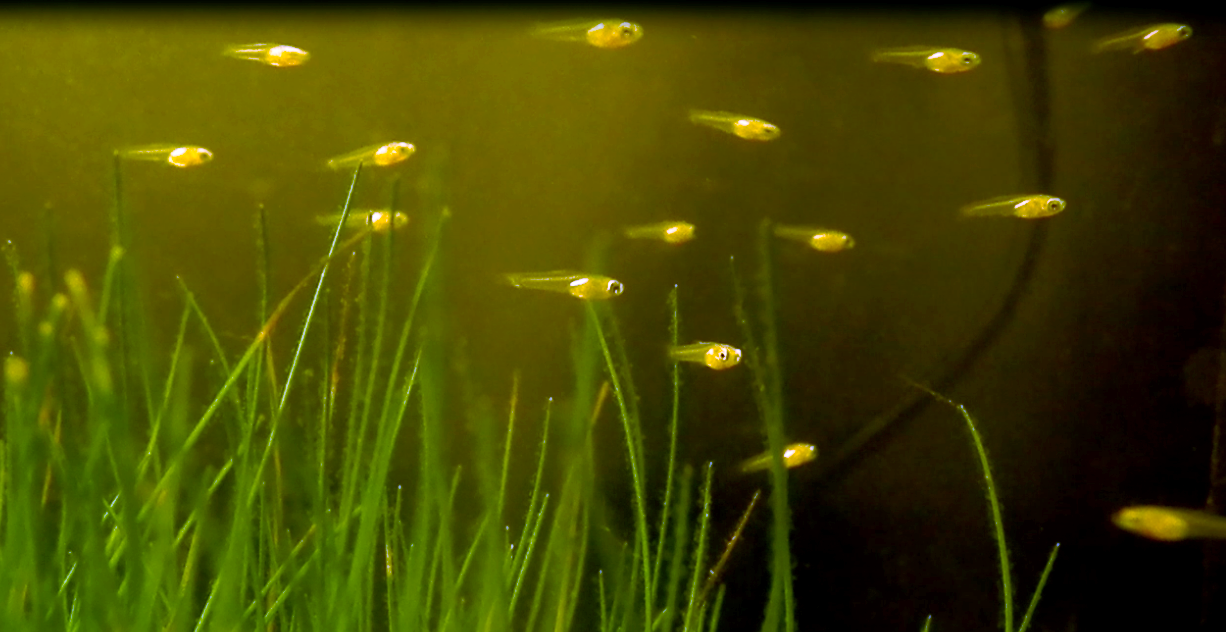
Alevines de Poecilia reticulata.

Llegado el momento, es posible que la hembra no alumbre a todos los alevines de una sola vez, sino que estos vayan naciendo poco a poco, como máximo en 3 días. El número de crías depende tanto del tamaño de la madre como de otros factores. No es raro obtener una camada de gran número. Las camadas pueden ir desde 3 alevines hasta más de 100 dependiendo del tamaño de la hembra.
Los peces guppys tienen diferente forma física y diferente manera de reconocer sus sexos.
Las hembras tienen la capacidad de almacenar esperma en un tipo de sacos llamados Espermatóforos de forma que pueden ir fecundando huevos para diferentes alumbramientos con una sola cópula.
Los alevines, poco después de nacer, no nadan activamente, escondiéndose bajo plantas acuáticas o lugares alejados en la pecera para que no sean comidos por los demás peces o por sus propios padres, en donde se quedan quietos por unas horas. Concluido el nacimiento de los alevines, conviene separarlos en un acuario aparte para evitar que sean devorados, aunque normalmente en acuarios plantados muchos sobreviven, y puede llevar a la sobrepoblación del acuario cuando crezcan.
Normalmente se ven amenazados hasta alcanzar un tamaño significativo que supere el de la boca de los otros peces con los que comparten el acuario.

## Depredadores
Al ser peces tan pequeños y con colores tan llamativos tienen muchos depredadores, principalmente peces más grandes y aves. Por eso, los peces guppy se agrupan en cardúmenes.